# وادي لحى
وادي لحى من أودية نجد المشهورة. يقع الوادي بالقرب من مدينة الرياض. يعد الوادي من الروافد المهمة التي تعبر جبال طويق جنوب غرب مدينة الرياض، ويتميز بسفوح عالية تنطلق منها شعاب تظهر فيها طبقات الصخور القاسية مكونة بعض الكهوف والمصاطب الصخرية الصغيرة التي ينزل الماء من بعضها، وتجلل الرمال بعض السفوح المطلة عليه. تحول الوادي في معظمه إلى مزارع ذات طابع ترفيهي، وبه بعض الأمكنة ذات الأشجار الكبيرة والكثيفة يؤمها بعض سكان الرياض للتنزه. يمكن الوصول إليه من بلدة الحائر التي كادت تتصل بجنوب مدينة الرياض، كما يمكن الوصول إليه من طرق أخرى، ويقطع الوادي طريق معبد.